# Samplingsfrekvens
Samplingsfrekvens är den frekvens med vilken mätvärden (sampel) tas vid sampling (till exempel vid konvertering av en analog till digital signal). Mäts oftast i frekvensmåtten sampel/sekund eller Hz som då anger antalet mätvärden per sekund. Enligt Nyquist-Shannons samplingsteorem måste samplingsfrekvensen vara dubbelt så stor som bandbredden för den signal som skall samplas för att man skall kunna återskapa signalen.